# Last Days of the Century
Last Days of the Century è un disco di Al Stewart  pubblicato nel 1988

## Disco
License To Steal è un j'accuse alla categoria degli avvocati, dopo varie traversie di natura legale in cui Stewart è rimasto coinvolto.
Fields of France è un omaggio alla Francia, paese in cui Stewart ha acquistato un vigneto.
Come sempre numerose sono le canzoni in cui l'autore si interessa di personaggi reali, passati e presenti: Antarctica parla degli esploratori Robert Falcon Scott e Sir Ernest Henry Shackeleton, Joséphine Baker è sulla nota artista mentre in Red Toupee viene più volte citato Henry Cisneros, uomo politico statunitense.
Ghostly Horses of the Plain è un brano strumentale (ma nel disco a tiratura limitata Seemed Like A Good Idea At The Time del 1996 ne è presente una versione con testo).
In questo disco, curiosamente, Al Stewart non suona alcuno strumento.
Ai cori Tori Amos, amica di Stewart.

## Tracce
Tutte le canzoni scritte da Al Stewart salvo dove diversamente indicato.
1. Last Days of the Century (Al Stewart & Peter White)- 6:17
2. Real and Unreal – 3:35
3. King of Portugal (Al Stewart & Peter White) – 4:23
4. Red Toupee (Al Stewart & Peter White) 3:34
5. Where Are They Now? (Al Stewart & Peter White) – 5:55
6. Bad Reputation (Al Stewart & Peter White) – 4:54
7. Josephine Baker (Al Stewart & Peter White) – 4:11
8. License To Steal - 2:51
9. Fields of France – 2:55
10. Antarctica (Al Stewart & Peter White) – 4:05
11. Ghostly Horses of the Plain (Al Stewart & Steve Recker) – 2:26
12. Helen And Cassandra – 4:41

NOTA: la traccia 12 è presente solo nell'edizione su CD.

## Musicisti
- Al Stewart – voce
- Peter White – chitarra acustica ed elettrica, tastiere, fisarmonica
- Tim Renwick – chitarra elettrica
- Steve Farris – chitarra elettrica
- Steve Recker – chitarra acustica ed elettrica
- Peter Wood - tastiere
- Kim Bullard - tastiere
- Tim Landers - basso
- Vinnie Colaiuta - batteria
- Steve Chapman – percussioni
- Dave Camp - flauto, sax
- Phil Kenzie - sax
- Lee R. Thornburg - tromba
- Robin Lamble - coro
- Tori Amos - coro
- Carroll Sue Hill - coro